# NGC 1602
NGC 1602 est une galaxie irrégulière de type magellanique située dans la constellation de la Dorade. NGC 1602 a été découverte par l'astronome britannique John Herschel en 1834.

## Caractéristiques
La classe de luminosité de NGC 1599 est V-VI et elle présente une large raie HI.

### Distance
Sa vitesse par rapport au fond diffus cosmologique est de 1 565 ± 8 km/s, ce qui correspond à une distance de Hubble de 23,1 ± 1,6 Mpc (∼75,3 millions d'al).

### Morphologie
NGC 1602 a été utilisée par Gérard de Vaucouleurs comme une galaxie de type morphologique IB(s)m dans son atlas des galaxies,.

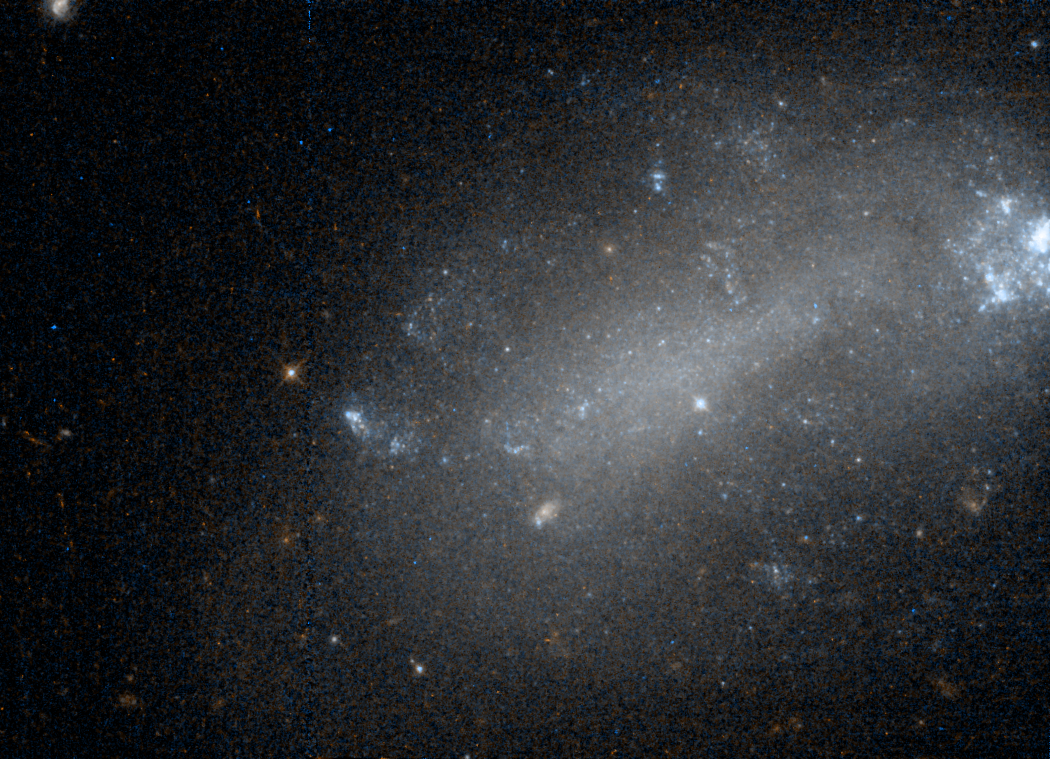
NGC 1602 par le télescope spatial Hubble.

## Groupe de NGC 1566 et groupe de la Dorade
Selon une étude publiée en 2005 par Kilborn et al., NGC 1602 fait partie du groupe de NGC 1566. Ce groupe comprend au moins 23 autres galaxies dont IC 2049, NGC 1536, NGC 1543, IC 2038, NGC 1546, IC 2058, IC 2032, NGC 1566, NGC 1596, NGC 1515, NGC 1522, IC 2085, NGC 1549, NGC 1553, NGC 1574, NGC 1581, NGC 1617. Le groupe de NGC 1566 fait partie d'un groupe plus vaste, le groupe de la Dorade.
A.M Garcia place aussi cette galaxie dans un groupe plus restreint de 7 galaxies auquel il donne aussi le nom de groupe de NGC 1566. Toutes les galaxies du groupe de NGC 1566 de Garcia font aussi partie du groupe plus vaste de Kilborn et al. Voir l'article détaillé du groupe de la Dorade pour plus de détails.